# Ricardo Alexandre
Ricardo Alexandre (Jundiaí, 29 de novembro de 1974) é um jornalista, crítico musical, locutor, palestrante e músico brasileiro, conhecido por atuar no jornalismo musical desde a década de 1990.

## Carreira
Ricardo escreveu resenhas, críticas e reportagens de álbuns e músicos no jornal O Estado de S. Paulo, onde trabalhou entre os anos 1994 e 2000, acompanhando a ascensão de bandas do rock brasileiro como Skank, Raimundos, Los Hermanos e Rodox.
Entre 2000 e 2001, foi gerente de conteúdo do primeiro projeto das Organizações Globo para a internet, o site Somlivre.Com.
Entre 2001 e 2002, foi editor-executivo do portal Usina do Som do Grupo Abril, primeira rádio interativa brasileira, vencedor do prêmio iBest em seis categorias naqueles anos. Neste site protagonizou uma polêmica envolvendo a banda de pop rock Catedral e as gravadoras MK Music e Warner Music Brasil.
Em 2002, ao lado dos também jornalistas Marcelo Ferla e Émerson Gasperin lançou a Frente, revista de música cujo foco era trabalhar na reconstrução da cena pop nacional.  A publicação durou apenas três edições e muitas decepções, conforme contou ele em entrevista ao Observatório da Imprensa.
Entre 2003 e 2005, colaborou com veículos como Superinteressante, CartaCapital, Capricho, Revista MTV, Folha de S.Paulo e Revista da 89 FM, entre outras, além de assumir a seção de música da revista Vida Simples.
Trabalhou nas últimas edições da revista Bizz, onde foi diretor de redação da publicação até sua descontinuidade, em 2007. Neste trabalho, recebeu o Prêmio Abril de Jornalismo.
Depois de prestar consultoria para a Som Livre, estreia como apresentador de TV, no Canal Ideal da TVA, no quadro “Coffee Break”, com dicas culturais. Comanda a revista Monet, dedicada à cobertura de TV paga, até ser convidado a dirigir a revista Época São Paulo, onde trabalha por três anos e recebe, entre outros, o prêmio de excelência da Society of News Design de Nova York.
Em 2012, assume a direção de redação da revista Trip, de onde saí em janeiro do ano seguinte.
Em 2017, estreia sua palestra “Como o Sargent Peppers mudou a música brasileira”, sobre a influência do disco dos The Beatles na música brasileira a partir de 1967.
Em 2020, Ricardo lançou o podcast Discoteca Básica, que tem por objetivo contar histórias sobre álbuns brasileiros e internacionais considerados clássicos. No final do mesmo ano, o podcast foi eleito um dos melhores de 2020 pela Apple Podcasts. No mesmo ano, foi curador da exposição John Lennon em Nova York por Bob Gruen, que trouxe fotografias feitas por Bob Gruen para o MIS-SP.

### Livros
Seu primeiro livro foi Dias de Luta, publicado em 2002 e que recontava a história do rock brasileiro na década de 1980.
Em 2010, venceu o Prêmio Jabuti na categoria Biografia com a obra Nem Vem que não Tem – A Vida e o Veneno de Wilson Simonal.
Em 2013, publicou Cheguei Bem a Tempo de Ver o Palco Desabar, livro que retrata sua trajetória como jornalista através de bandas e músicos que fizeram parte diretamente e indiretamente de seu trabalho.
Ricardo foi o escritor do livro comemorativo 89 FM – A História da Rádio Rock do Brasil.
Em 2018, lançou os livros Tudo é Música e Nem Tudo É Música e, em 2020, a obra E a verdade os libertará: Reflexões sobre religião, política e bolsonarismo.
- Dias de Luta: O rock e o Brasil dos Anos 80 (2002, Arquipélago Editorial)[16]
- Nem Vem que não Tem – A Vida e o Veneno de Wilson Simonal (2009, Editora Globo)
- Cheguei Bem a Tempo de Ver o Palco Desabar – 50 Causos e Memórias do Rock Brasileiro (1993-2008) (2013, Arquipélago Editorial)[17]
- 89 FM – A História da Rádio Rock do Brasil (2014, Tambor Digital)
- Tudo é Música (2018, Arquipélago Editorial)[18]
- Nem Tudo É Música (2018, Arquipélago Editorial)[18]
- E a verdade os libertará: Reflexões sobre religião, política e bolsonarismo (2020, Mundo Cristão)

### Documentários
À frente do seu próprio estúdio, o Tudo Certo Conteúdo Editorial, produziu três documentários em 2013, em parceria com o canal de TV fechada BIS. Em 4 de março, estreou o documentário Napalm: O Som da Cidade Industrial, que reúne depoimentos e imagens de arquivo 30 anos depois do funcionamento da Napalm, uma das mais lendárias casas de show de São Paulo. Ainda em março, no dia 18, foi ao ar o documentário Júlio Barroso: Marginal Conservador. sobre o cantor e compositor líder da Gang 90 & Absurdettes, um dos maiores nomes da new wave brasileira. Fechando sua série de trabalhos pelo canal, em 2 de dezembro do mesmo ano estreou o documentário Ronnie Von: Quando Éramos Príncipes, da autoria de Ricardo e dirigido por Caco Souza, que conta sobre a fase psicodélica do cantor brasileiro.
Em 2015, Ricardo lança o documentário Sem Dentes: Banguela Records e a Turma de 94, que conta a história do selo musical criado por Carlos Eduardo Miranda e a banda Titãs.
- 2013 - Napalm: O Som da Cidade Industrial
- 2013 - Júlio Barroso: Marginal Conservador
- 2013 - Ronnie Von: Quando Éramos Príncipes
- 2015 - Sem Dentes: Banguela Records e a Turma de 94